# Багатоцільовий корвет «Гайдук-М»
Багатоцільовий корвет «Гайдук-М» — перспективний бойовий корабель, розроблений миколаївським державним підприємством «Дослідно-проєктний центр кораблебудування» (ДП "ДПЦК"). Призначений для дій в закритих морях і прибережних районах відкритих морів для боротьби з надводними кораблями «корвет» або «ракетний катер» і підводними човнами; бойової охорони (протиповітряної, протичовнової, протиракетної й протидесантної оборони) районів базування сил флоту, формування десантних загонів і конвоїв, районів дій мінно-тральних сил; бойової охорони конвоїв цивільних суден або десантних загонів на переході морем; ведення технічної розвідки; участь в миротворчих операціях ООН і операціях із забезпечення безпеки судноплавства, боротьби з піратством і т. ін.

## Історія
Базовий проєкт «Гайдук-21» створювався під російські системи. Розробники розраховували, що ці необхідні комплектуючі вони отримають саме з Росії. Радіолокатори й газові турбіни були українські, а все інше треба було закуповувати. Пізніше зрозуміли, що корабель сам по собі непоганий, але від російських компонентів необхідно позбавитися. Проєкт було перепрацьовано у 2012 році й одна з нових версій була орієнтована на оснащення західноєвропейськими системами озброєння. Так з'явився «Гайдук-М».
Розробники активно просували його до каспійського регіону і до країн Перської затоки, пропонували й Казахстану. Але в Казахстану немає великих заводів на Каспії, щоб побудувати корабель за українським проєктом, а бойовий корабель української побудови на Каспій через російські внутрішні води не провести, тому у 2014-2015 роках цей проєкт активно пропонували ВМС Азербайджану, враховуючи, що у Баку є суднобудівна промисловість й достатньо розвинута військово-технічна співпраця з іншими країнами (Туреччина, Ізраїль й ін.) Зі сторони потенційного замовника сказали, що «Гайдук» звучить не дуже благозвучно, тому проєкт було запропоновано під назвою «Беркут». За словами конструктора, через сильне вірменське лобі довелося відмовитися від французьких комплектуючих і тому було переглянуто склад озброєння, було застосовано турецькі й ізраїльські системи озброєння.
«Укроборонпром» на міжнародній виставці «ADEX-2016» представив проєкт багатоцільового корвета «Гайдук-М».

## Тактико-технічні характеристики
- Довжина, максимальна: 85,5 м
- Довжина по КВЛ: 70,8 м
- Ширина, максимальна: 10,2 м
- Осадка: 3,1 м
- Водотоннажність,  повна: 1200 т
- Автономність: 15 діб
- Екіпаж: 52 особи

Енергетична установка та швидкість
- Енергетична установка за схемою CODAD/CODAG
- Максимальна швидкість: не менше 28/32 вуз.
- Дальність плавання: 3500 миль (14 вуз.)

Радіотехнічні засоби
- 3D РЛС виявлення надводних і далеких повітряних цілей
- РЛС виявлення загоризонтних надводних цілей
- Оптико-радіолокаційна система управління стрільбою АУ Sting EO
- Оптико-електронна система управління стрільбою АУ
- АСБУ на базі TACTICOS
- Комплекс РЕБ та пускові установки перешкод
- Комплекс протидії зброї із лазерним націлюванням
- Гідроакустичний комплекс (ГАК)
- Гідроакустична система виявлення підводних диверсійних сил та засобів (ГАС ПДСЗ)
- Навігаційна РЛС
- Інтегрований місток

Озброєння
- Комплекс КРЗ —  2х4 ПКР (ММ40 Block3)
- ЗРК середньої дальності (8 ЗКР MICA VL)

Артилерійські установки:
- 1х1 76-мм АУ (OTO Melara)
- 1х1 35-мм АУ (Millennium)

або
- 1х1 100-мм АУ
- 1x6 30-мм АУ (АК-630М)
- 2х1 12,7-мм кулемети
- Торпедні апарати (ТА): 2х2 324-мм
- 2 РБУ (опція)
- Багатоцільовий гелікоптер масою до 6 т (типу LYNX)

Склад корабельної зброї та радіоелектронного озброєння може бути уточнений відповідно до вимог замовника.